# Graaf van Barcelona
De titel graaf van Barcelona bestaat sinds de verovering van de stad Barcelona door Lodewijk de Vrome in 801. Het graafschap Barcelona werd hierdoor een onderdeel van de Spaanse Mark, het gebied tussen de Pyreneeën en de Ebro. Aanvankelijk beperkte het graafschap zich tot de stad en het gebied daar omheen, maar het breidde zich langzaam uit. Dit gebeurde door annexatie van andere graafschappen en door veroveringen op de Moren.
Net zoals andere graven trachtten ook de graven van Barcelona hun titel erfelijk te maken en een eigen dynastie te stichten. Hierin waren ze zeer succesvol. Zo succesvol dat ze tegen het jaar 1000 de suzereiniteit van Navarra konden erkennen. Vanaf de troonopvolging van Alfons II van Aragón in 1162 valt de titel samen met de troon van Aragón. In 1258 verloor de Franse koning door het Verdrag van Corbeil al zijn feodale aanspraken op het graafschap Barcelona. In de praktijk oefende hij deze al lang niet meer uit. Aldus verliet Barcelona het Franse koninkrijk waarmee een proces van decentralisatie voltooid werd dat voor haast alle andere grote provincies gefaald had, op Vlaanderen na.

## Aangestelde graven van Barcelona: Frankische vazallen
Deze graven werden door de Frankische koningen persoonlijk aangesteld. Hun titel werd bewust niet-erfelijk gehouden om zo de grip van de koning op het gebied te vergroten. De eerste was Bera door Karel de Grote in 801 aangesteld na de verovering van Barcelona op de Moren. Alhoewel de titel niet erfelijk was slaagden sommigen er toch in hun zoon tot Graaf te laten benoemen. Zo was Willem I de zoon van Bernhard I, en Sunifried I de vader van Wilfried de Harige. Eveneens waren er enkele graven die aanspraak maakte op de titel Markgraaf omdat zij ook Graaf van Septimanië waren.

## Erfelijke graven van Barcelona: Frankische vazallen
Vanaf Wifried I de Harige in 878 werd de titel de facto erfelijk. Deze graven droegen hun titel over op hun oudste zoon. Het centrale gezag was dan ook reeds sterk verzwakt. De West-Frankische koningen die na Karel de Kale koningen van het latere Frankrijk geworden waren stonden zo zwak dat de benoemingen van de graven van Barcelona tot een formaliteit verworden was. Dit leidde natuurlijk tot de de facto onafhankelijkheid.

## Erfelijke graven van Barcelona: de facto onafhankelijk
Vanaf 985, toen de Franse koning Lotharius de Barcelonese roep om hulp tegen de Saracenen negeerde, hield Barcelona op met afhankelijk te zijn voor hulp van Frankrijk en zocht het elders naar een suzerein. In 987 kwam er een einde aan de Karolingische dynastie, maar de Barcelona-graaf erkende Hugo Capet en het Huis van Capet niet. In 1018 werden ze verplicht de suzereiniteit van Sancho I van Navarra te erkennen, maar na diens dood in 1035 kwam snel een eind aan de band met Navarra.
Door het huwelijk van Ramon Berenguer IV met de erfdochter van Aragón ontstond er een dynastieke unie tussen beide landen.

## Graven van Barcelona: binnen de Kroon van Aragon
Ramon Berenguer IV nam de titel prins van Aragón aan na zijn huwelijk met Petronila en na zijn dood deed zij troonsafstand voor hun zoon. Aldus werden beide landen verenigd in het nieuwe Kroon van Cataluña en Aragón Kroon van Aragón. In de Aragónese staat deze dynastie bekend als het Huis van Barcelona. Voor meer uitleg zie aldaar.

## Graven van Barcelona tijdens de Oorlog tegen Johan II (1462-1472)
Onder de regering van Johan II van Aragón ontstond er een burgeroorlog, de Oorlog tegen Johan II. Johan was tweemaal getrouwd en toen hij zijn zoon Karel uit zijn eerste huwelijk zijn erfrecht wilde ontzeggen, uit afgunst hiertoe opgestookt door zijn tweede vrouw, brak een revolte uit in Aragón. Na een lange strijd met wisselend succes stierf die zoon in 1461, volgens geruchten vergiftigd door zijn stiefmoeder. De Catalanen toonden hun afkeer door te kiezen voor buitenlandse edelen als graven van Barcelona - geen van deze regeerden in Valencia dat onder controle van Johan bleef:
- Hendrik IV van Castilië (1462-1463)
- Peter IV (V van Aragón) (1463-1466), stadhouder van Portugal, zoon van Pedro, Hertog van Coimbra, en kleinzoon van Johan van Portugal
- Reneè van Anjou de Goede (1466-1472), voormalige koning van Napels.

Johan slaagde erin alles onder controle te krijgen, maar raakte wel Rousillon kwijt dat hij verpand had aan Lodewijk XI van Frankrijk om de nodige fondsen te krijgen. Na de oorlog annexeerde deze laatste het gewoon.

## Graven van Barcelona: eveneens koning van Spanje
Begon met Johan II zijn zoon Ferdinand II; deze was getrouwd met Isabella van Castilië. Hij viel Navarra binnen waarvan hij het zuidelijke deel annexeerde en zo het koninkrijk Spanje voltooide. 
Verder zie : Lijst van koningen van Spanje

## Graven van Barcelona tijdens deCatalaanse Revolte(1640-1659)
Door de gedwongen vordering van soldaten in Catalonië voor de 30-jarige oorlog ontstond er een grote onvrede in Catalonië. Hierop werd in 1640 de Catalaanse Republiek uitgeroepen. Toen de leider van de opstand Pau Claris in 1641 overleed, riepen de Catalanen Lodewijk XIII van Frankrijk als Luis I uit tot graaf van Barcelona en soeverein van Catalonië. 
- Lodewijk XIII (1641-1643)
- Lodewijk XIV (1643-1652)

## Graven van Barcelona tijdens deSpaanse Successieoorlog
- Filips IV (V van Spanje) (1700-1705), van het huis Bourbon
- Aartshertog Karel van Oostenrijk (1705-1714), huis Habsburg, noemde zich eerst Karel III van Aragón en Castilië (niet te verwarren met Karel III van Spanje), en uiteindelijk gewoon Karel VI van Oostenrijk.

Na afloop van deze oorlog ging de Kroon van Aragon op in het koninkrijk Spanje en werd de titel graaf van Barcelona een van de vele titels van Spaanse koning.

## Graven van Barcelona in de 20ste eeuw
Onder de dictator Francisco Franco droeg de troonopvolger in ballingschap, Juan de Borbón, de titel graaf van Barcelona. Naar hij zelf beweerde omdat het een historische koninklijke titel was; zo net niet zichzelf koning van Spanje noemend. Bij de restauratie van de Spaanse monarchie in 1975 werd hij overgeslagen te voordele van zijn oudste zoon Juan Carlos. Nadat zijn vader zijn rechten op de troon verzaakte, werd hij door Juan Carlos officieel met de titel graaf van Barcelona bekleed. Hij droeg die tot aan zijn dood in 1993 daarna kwam de titel automatisch terug aan Juan Carlos. Zijn moeder bleef zich gravin van Barcelona noemen tot aan haar dood in 2000.

## Overzicht tot 1162
Dit is een lijst met de graven van Barcelona, vanaf 1162 werd dit samengevoegd met Aragon om zo het koninkrijk Aragon te vormen.
| Huis                                         | Graaf van Barcelona | Graaf van Barcelona | Naam                                                                          |                                                                               | Geboorte                                                                      | Dood                                                                          | Opmerkingen                                                                         |
| Huis                                         | van                 | tot                 | Naam                                                                          |                                                                               | Geboorte                                                                      | Dood                                                                          | Opmerkingen                                                                         |
|                                              | 801                 | 801                 | Creatie van het Graafschap van Barcelona als deel van de Spaanse Mark.        | Creatie van het Graafschap van Barcelona als deel van de Spaanse Mark.        | Creatie van het Graafschap van Barcelona als deel van de Spaanse Mark.        | Creatie van het Graafschap van Barcelona als deel van de Spaanse Mark.        | Creatie van het Graafschap van Barcelona als deel van de Spaanse Mark.              |
| Frankische Graven (niet erfelijk/nominatair) | 801                 | 820                 | Bera                                                                          |                                                                               |                                                                               |                                                                               |                                                                                     |
| Frankische Graven (niet erfelijk/nominatair) | 820                 | 826                 | Rampón                                                                        |                                                                               |                                                                               |                                                                               |                                                                                     |
| Frankische Graven (niet erfelijk/nominatair) | 826                 | 832                 | Bernhard van Septimanië                                                       |                                                                               |                                                                               |                                                                               | 1e regering                                                                         |
| Frankische Graven (niet erfelijk/nominatair) | 832                 | 835                 | Berengar van Toulouse                                                         |                                                                               |                                                                               |                                                                               |                                                                                     |
| Frankische Graven (niet erfelijk/nominatair) | 835                 | 844                 | Bernhard van Septimanië                                                       |                                                                               |                                                                               |                                                                               | 2e regering                                                                         |
| Frankische Graven (niet erfelijk/nominatair) | 844                 | 848                 | Sunifried                                                                     |                                                                               |                                                                               |                                                                               |                                                                                     |
| Frankische Graven (niet erfelijk/nominatair) | 848                 | 850                 | Willem van Septimanië                                                         |                                                                               |                                                                               |                                                                               |                                                                                     |
| Frankische Graven (niet erfelijk/nominatair) | 850                 | 852                 | Alerán en Isembard                                                            |                                                                               |                                                                               |                                                                               |                                                                                     |
| Frankische Graven (niet erfelijk/nominatair) | 852                 | 858                 | Odalrik                                                                       |                                                                               |                                                                               |                                                                               |                                                                                     |
| Frankische Graven (niet erfelijk/nominatair) | 858                 | 864                 | Humfried                                                                      |                                                                               |                                                                               |                                                                               |                                                                                     |
| Frankische Graven (niet erfelijk/nominatair) | 865                 | 878                 | Bernard van Gothië                                                            |                                                                               |                                                                               |                                                                               |                                                                                     |
| Frankische Graven (niet erfelijk/nominatair) | 878                 | 897                 | Wifried I                                                                     | de Harige                                                                     |                                                                               |                                                                               |                                                                                     |
| Frankische Graven (erfelijke titel)          | 897                 | 911                 | Wifried II                                                                    | Borrell                                                                       |                                                                               |                                                                               | ook gekend als Borrell I                                                            |
| Frankische Graven (erfelijke titel)          | 911                 | 947                 | Sunifried I                                                                   |                                                                               |                                                                               |                                                                               |                                                                                     |
| Frankische Graven (onafhankelijk)            | 947                 | 992                 | Borrell II                                                                    |                                                                               |                                                                               |                                                                               |                                                                                     |
| Frankische Graven (onafhankelijk)            | 947                 | 966                 | Miró                                                                          |                                                                               |                                                                               |                                                                               | broer van Herman van Borrell II met wij hij samen regeerde                          |
| Frankische Graven (onafhankelijk)            | 992                 | 1018                | Raymond Borrell                                                               |                                                                               |                                                                               |                                                                               |                                                                                     |
| Frankische Graven (onafhankelijk)            | 1018                | 1035                | Berengarius Raymond I                                                         | de Bultenaar                                                                  |                                                                               |                                                                               |                                                                                     |
| Frankische Graven (onafhankelijk)            | 1035                | 1076                | Raymond Berengarius I                                                         | de Oude                                                                       |                                                                               |                                                                               |                                                                                     |
| Frankische Graven (onafhankelijk)            | 1076                | 1082                | Raymond Berengarius II                                                        | het hoofd van Estopa                                                          |                                                                               |                                                                               | estopa = ruwe vezels die achterblijven in de hekel bij het spinnen van de vlasdraad |
| Frankische Graven (onafhankelijk)            | 1076                | 1097                | Berengarius Raymond II                                                        | de Broedermoordenaar                                                          |                                                                               |                                                                               | dubbelregering van Raymond Berengarius II en Raymond Berengarius III                |
| Frankische Graven (onafhankelijk)            | 1082                | 1131                | Raymond Berengarius III                                                       | de Grote                                                                      |                                                                               |                                                                               |                                                                                     |
| Frankische Graven (onafhankelijk)            | 1131                | 1154                | Raymond Berengarius IV                                                        | de Heilige                                                                    |                                                                               |                                                                               |                                                                                     |
|                                              | 1162                | 1162                | Dynastieke unie met de Koningen van Aragón. Zie Lijst van koningen van Aragón | Dynastieke unie met de Koningen van Aragón. Zie Lijst van koningen van Aragón | Dynastieke unie met de Koningen van Aragón. Zie Lijst van koningen van Aragón | Dynastieke unie met de Koningen van Aragón. Zie Lijst van koningen van Aragón | Dynastieke unie met de Koningen van Aragón. Zie Lijst van koningen van Aragón       |